# Филиппинская салангана
Филиппинская салангана (лат. Aerodramus whiteheadi) — вид птиц семейства стрижиных.

## Описание
Крупный стриж с массивной головой, длина тела 13—14 см, масса — 14 г. Оперение сверху и по бокам чёрно-коричневое с более светлым надхвостьем. Оперение снизу бледно-коричневое. По бровям и над глазом проходит широкая светлая полоса. Хвост вильчатый с глубоким разрезом. Лапы голые. Подвид A. w. origenis темнее номинативного.
Нет информации о том, способны ли филиппинские саланганы к эхолокации.

## Распространение
Данный вид является эндемиком Филиппин. Площадь ареала составляет 170 000 км². Номинативный подвид филиппинской саланганы был обнаружен в 1895 году на горе Дата на острове Лусон и только в 2005 году птиц повторно видели на этом участке. Подвид A. w. origenis отмечали в трёх местах в горах на острове Минданао: в 1904 в районе вулкана Апо и в 1993 году на горах Китанглэд и Матутум. В 1990-х годах в южной части провинции Котабато на острове Минданао предположительно также видели филиппинскую салангану. В феврале 1997 года несколько птиц, которые вероятно являются филиппинской саланганой, было поймано в сети на горе Китанглэд, но их точную принадлежность данному таксону установить не удалось. В 1998 году птица была зафиксирована около вулкана Канлаон на острове Негрос. Хатчинсон в работе 2016 года утверждает, что позднее птиц видели на горах Полис и Китанглэд.
Многие ранние отметки смешивают филиппинскую салангану с Aerodramus vanikorensis amelis.
Птицы обитают только в природных ландшафтах на горных участках. Высота над уровнем моря не опускается ниже 1000 метров. Так как горные районы, в которых ранее отмечали филиппинскую салангану уже не покрыты лесом, то существует угроза потери среды обитания. В настоящее время, регионы, в которых видели птиц, охраняются государством: национальный парк Маунт-Апо площадью 644 км² на одноимённой горе, природный парк Маунт-Китанглэд площадью 313 км² и лесной заповедник Маунт-Матутум площадью 140 км², из которых 3000 гектаров занято девственным лесом.
Вместе с тем, труднодоступность регионов и трудности идентификации даже пойманных птиц препятствуют определению статуса. Международный союз охраны природы относит данный вид к видам, для оценки угрозы которым не достаточно данных.
По всей видимости птицы ведут оседлый образ жизни.

## Питание
Нет информации о составе рациона или особенностях охоты филиппинской саланганы.

## Размножение
Гнёзда были обнаружены в июле в высокогорных лесах на высоте более 1200 метров. В полом дереве на склоне вулкана Апо было найдено четыре круглых гнезда, предположительно принадлежащих птицам подвида A. w. origenis. Гнёзда были построены из волокнистого растительного вещества, в основном мха, при этом при строительстве гнезда слюна не использовалась.
Нет информации об особенностях размножения.

## Систематика
Вид впервые был описан шотландским орнитологом Уильямом Робертом Огилви-Грантом в 1895 году на основе экземпляра, полученного на горе Дата на острове Лусон. В разное время данный вид объединяли с Aerodramus orientalis, Aerodramus brevirostris (гималайская салангана), Aerodramus papuensis, но согласно современным представлениям они не являются близкородственными видами. Филиппинская салангана имеет другой тип гнезда и рисунок на боках по сравнению с гималайской саланганой, и в отличие от Aerodramus papuensis обладает всеми четырьмя пальцами. Ранее в таксоне выделяли четыре подвида, но подвид Aerodramus whiteheadi tsubame признан синонимичным Aerodramus vanikorensis palawanensis, а подвид Aerodramus whiteheadi apoensis — Aerodramus mearnsi. Название Collocalia whiteheadi считается синонимичным. Данный таксон был отнесён к роду Aerodramus в 2014 году.
В настоящее время птица относится к роду Aerodramus семейства стрижиных. Различают два подвида:
- Aerodramus whiteheadi whiteheadi (Ogilvie-Grant, 1895) — гора Дата в северной части острова Лусон на севере Филиппин.
- Aerodramus whiteheadi origenis (Oberholser, 1906) — горы Апо, Китанглэд, Матутум и некоторые другие участки на острове Минданао на юге Филиппин.